# Rosa gallica
A Rosa gallica L., comummente conhecida como rosa-rubra,  é uma espécie de planta com flor, de forma arbustiva, pertencente à família das rosáceas. Tem folhas geralmente com cinco folíolos ovados ou orbiculares e flores grandes, de um tom vermelho vivo.

## Nomes comuns
Dá ainda pelos seguintes nomes comuns: rosa-de-alexandria, roseira-de-alexandria, rosa-francesa e roseira-de-provença.

## Descrição
Trata-se dum subarbusto, de folha caduca, que pode chegar até um metro de altura. Pauta-se pelos seus caules verticais e flexíveis, de coloração esverdeada ou avermelhada, e revestidos com sedas glandulíferas. Dispõe de ramos ramos espinhosos, que podem chegar até aos cinco metros.
No que toca às folhas, não possuem de acúleos, mas contam com 3 a 7 folíolos suborbiculares de feitio ovado ou obtuso, que costumam ter uma margem serrilhada, com a página superior da folha de tacto áspero e coloração brilhante e garrida, ao passo que o verso tende a ser pubescente e glanduloso.
Tanto o pecíolo, que tem apêndices laminares na base, como a ráquis contam com algumas glândulas e pequenos acúleos, estando ambos inçados de pêlos fracos e densos.
Esta planta floresce na Primavera de Maio a Junho. Com efeito, as flores medem entre 6 a 9 centímetros de diâmetro, podem ter brácteas e caracterizam-se pelo perfume forte e fragrante que exalam. Os pedicelos das flores são de orientação vertical e revestem-se de sedas. As sépalas são de formato oval ou lanceolado, ao passo que as pétalas sobressaem pela sua coloração rosada, podendo assumir uma disposição em camada ou dobradas. Relativamente às anteras dos estames, costumam ter um formato recurvo.
Os frutos, dão pelo nome de «cinarrodos», têm um feitio globoso, são vermelhos, quando maduros, têm uma textura macia e revestem-se de penugem.

## Distribuição
Não se sabe a sua origem geográfica exacta, porém, crê-se que possa provir do região do Cáucaso ou das costas do Mar Cáspio, onde cresce espontaneamente. Enquanto planta cultivado tem-se adaptado a todas as zonas temperadas do planeta, marcando presença no Centro e Sul da Europa, desde França até à Rússia e à Crimeia, ao Cáucaso, à Anatólia e no Irão.
Encontra-se naturalizada na Península Ibérica, na Córsega, na Sardenha, na Sicília e América do Norte.

## Portugal
Trata-se de uma espécie presente no território português, nomeadamente em Portugal Continental.
Mais concretamente, no que toca a Portugal Continental, encontra-se nas zonas do Centro-norte, do Centro-oeste calcário, do Centro-oeste arenoso, do Centro-oeste olissiponense, do Centro-oeste cintrano, do Centro-leste montanhoso, do Centro-leste de campina, do Centro-sul miocénico, do Centro-sul arrabidense, do Centro-sul plistocénico, do Sudeste setentrional, do Sudeste meridional, do Sudoeste setentrional, do  Sudoeste meridional, do Sudoeste montanhoso, do Barrocal algarvio, do  Barlavento, do Sotavento e das Berlengas.
Em termos de naturalidade é introduzida em ambas as regiões.

## Ecologia
Trata-se de uma espécie ruderal, que medra tanto em bosques e matas, como nas orlas de caminhos.

## Protecção
Não se encontra protegida por legislação portuguesa ou da Comunidade Europeia.

## Taxonomia
A Rosa Gallica foi descrita por Carlos Lineu e mencionada na publicação Species Plantarum 1: 492. 1753.

### Etimologia
Quanto ao nome genérico, Rosa, provém directa e inalteradamente do latim rosa, que por sua vez deriva do grego antigo rhódon, ambos com o mesmo significado que encerra hodiernamente de «rosa» ou «de flor da roseira».
O epíteto específico, gallica, também vem do latim e serve de alusão a França".

### Variedades de cultivares

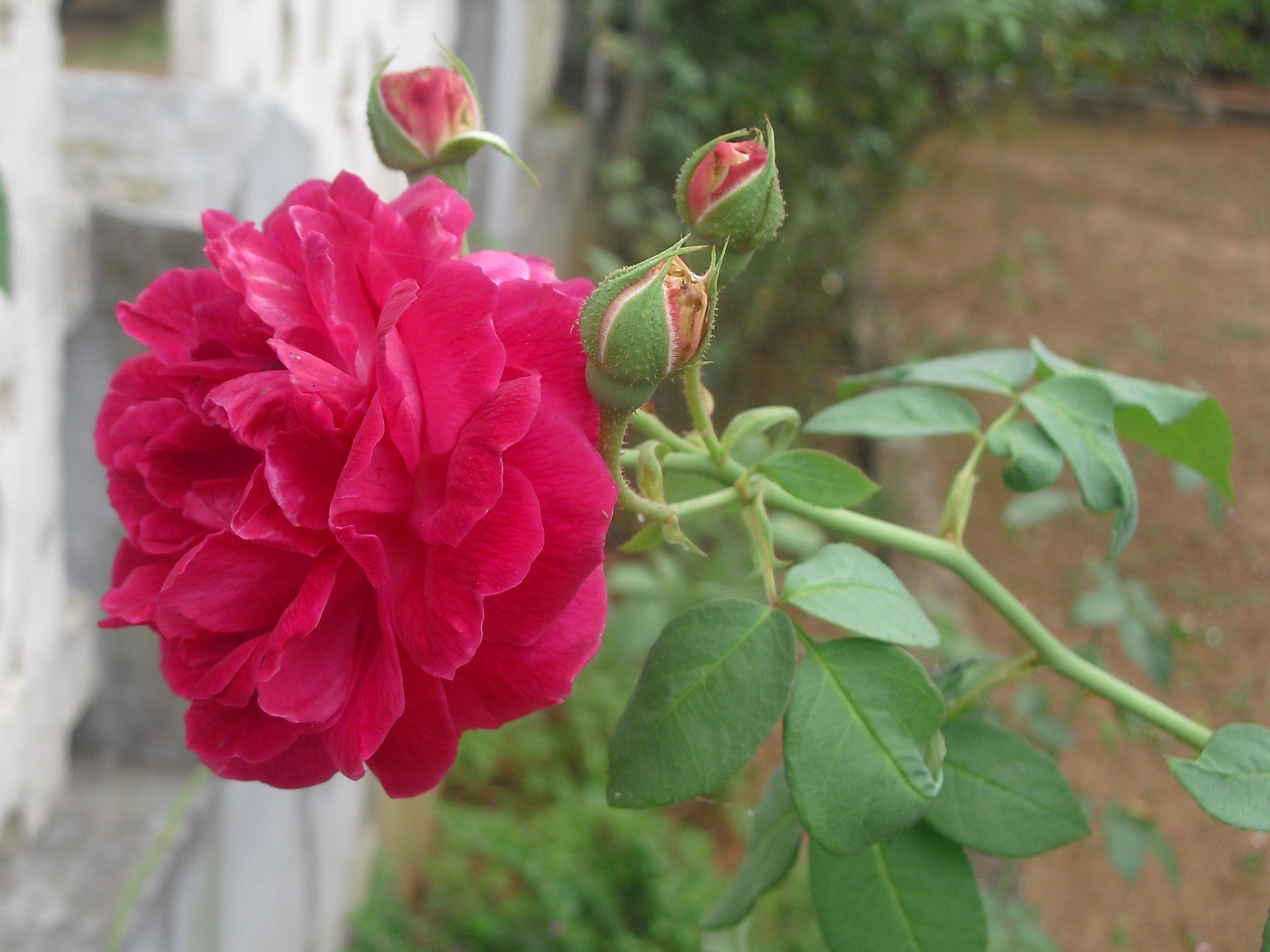
Rosa vermelha R. gallica

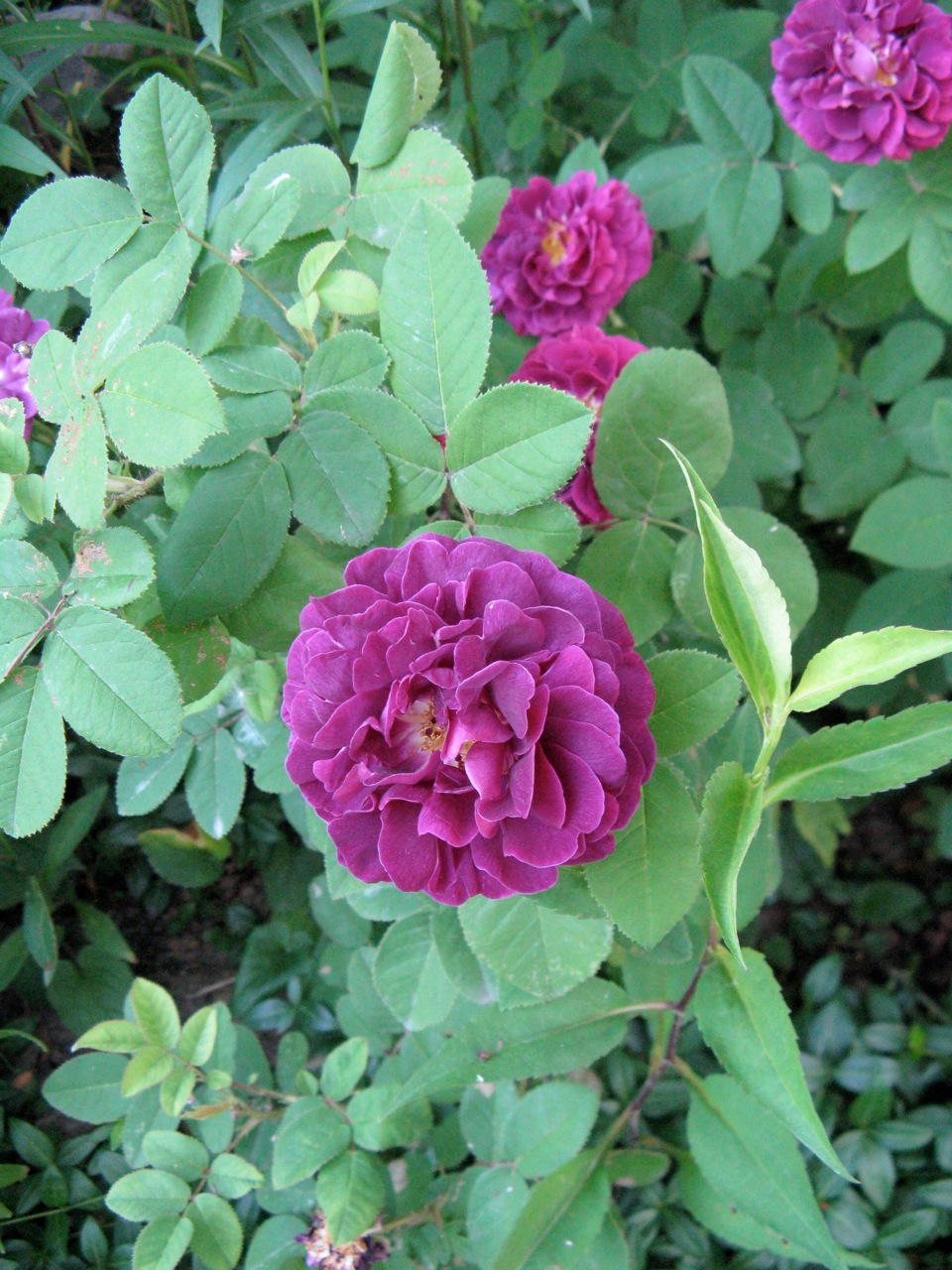
Rosa violeta R. gallica

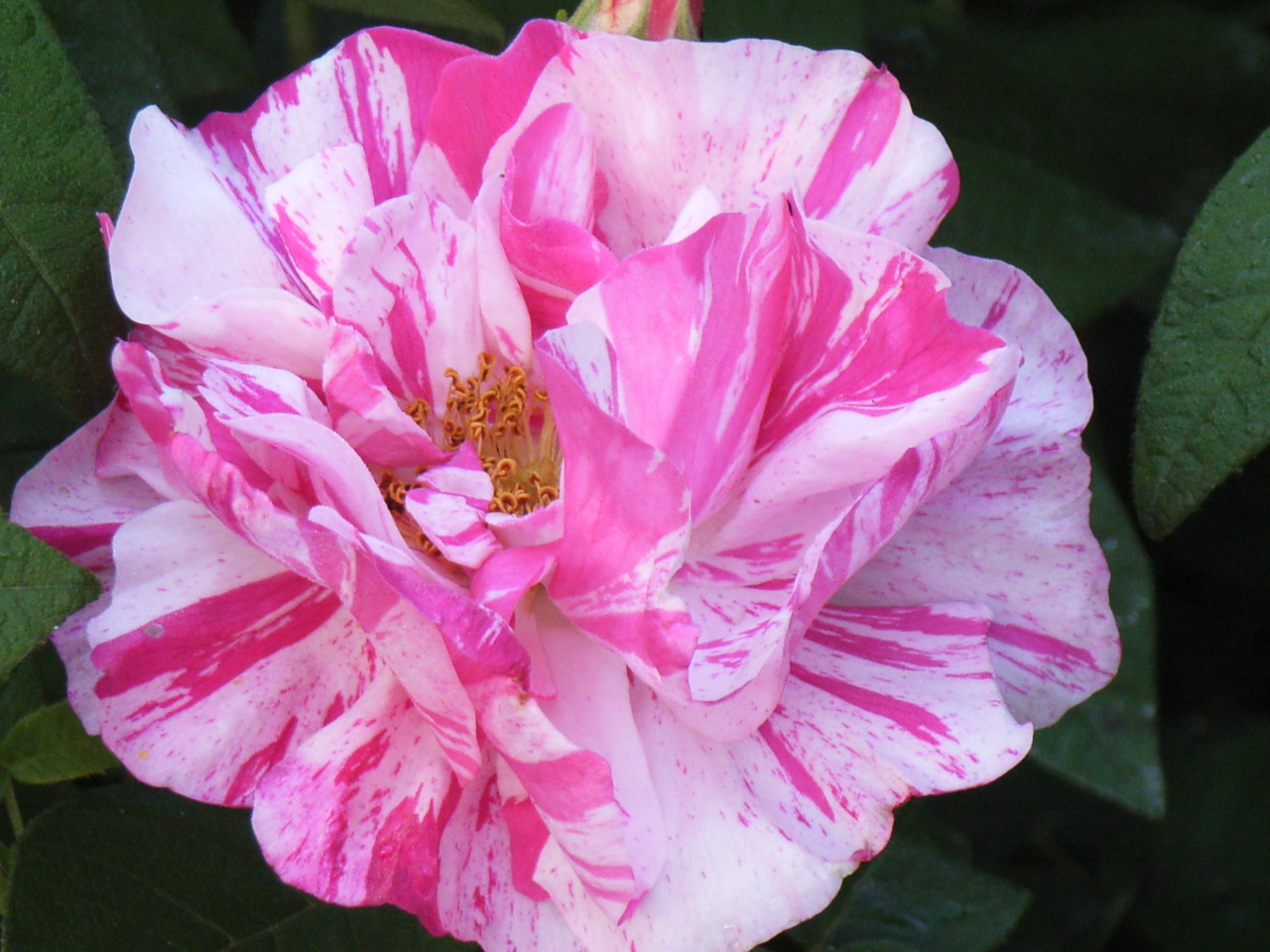
R. gallica var. officinalis 'Versicolor' (Rosa mundi)

Conhecem-se os seguintes cultivares e híbridos de R. gallica L. :
- 'Beau Narcisse' (Mielles <1824)[12]
- 'Belle de Crécy' (Roeser 1836; withdrawn)[13]
- 'Cardinal de Richelieu' (Parmentier <1847; withdrawn)[14] - A genética desta rosa foi utilizada para produzir a primeira rosa azul
- 'Charles de Milles' (<1790)[15]
- 'Complicata'[16]
- 'Duc de Guiche' (<1810)[17]
- 'Duchesse de Montebello' (Laffay 1824)[18]
- 'Président de Sèze'[19]
- 'Officinalis'[20]
- 'Versicolor' ('Rosa mundi')[21]
- 'Arbusto Toscana'[22]

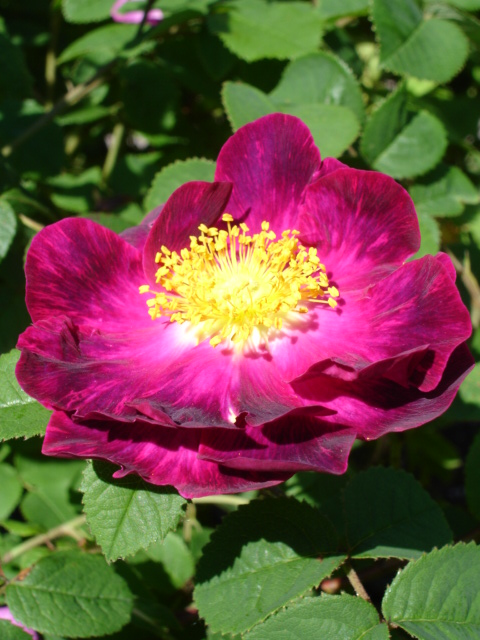
'Alain Blanchard' (Vibert 1839)
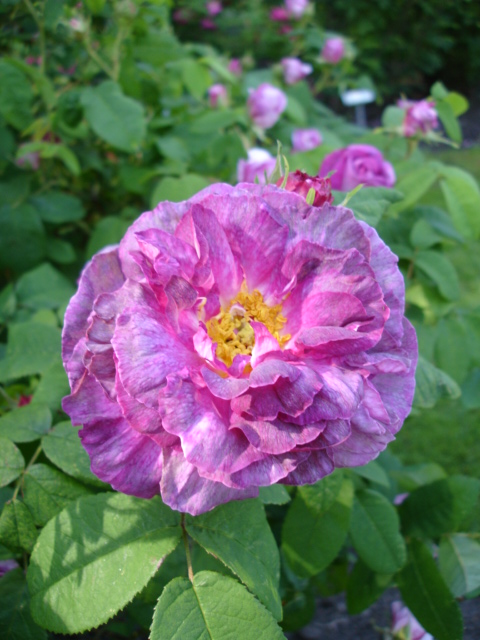
'Ornament de la Nature' (Toutain 1826)

## Usos
As pétalas fragrantes desta flor são usadas para extrair de óleos usados na perfumaria e na culinária. São comestíveis, pelo que podem ser usadas na preparação de em saladas ou na confecção de doces, sob a forma de pétalas cristalizadas.
Também encontra utilidade enquanto elemento decorativo, em ramalhetes de flores secas.

### Farmacologia
Esta planta destaca-se pelas suas particulares propriedades adstrigentes e tónicas. Historicamente foi empregue na confecção de mezinhas, para tratar de gastrites e diarreias, foi também usada para fazer unguentos dadas as suas propriedades anti-hemorrágicas.